# Georg Muche
Georg Muche, född 8 maj 1895 i Querfurt, död 26 mars 1987 i Lindau, var en tysk bildkonstnär.

## Biografi
Georg Muche var i hög grad självlärd. Han slutade skolan i förtid vid 17 års ålder, utan att ta examen. Istället ägnade han ett år åt privata konststudier för Anton Ažbe i München. Därefter flyttade Georg Muche till Berlin och blev en del av gruppen kring Der Sturm 1914. Herwarth Walden arrangerade där en första utställning 1916 tillsammans med Max Ernst. Och trots att Muche egentligen saknade formell utbildning blev han samma år lärare vid Sturms konstskola, på grund av sina färdigheter i måleri. Han fortsatte dessutom att ställa ut, tillsammans med Paul Klee och Alexander Archipenko. 
På 1920-talet var Georg Muche medlem av den konstnärligt radikala Novembergruppe, som med sitt namn ville anknyta till den tyska novemberrevolutionen. 1920 blev han för övrigt anställd som lärare i träsnitt-teknik vid Bauhaus i Weimar och åren 1921-1927 var han konstnärlig ledare för Bauhaus textilkonstverkstad, från 1925 i Dessau. 
1922 gifte sig Muche med den blivande målaren och textilkonstnären Elsa Franke (1901–1980). Åren 1927–1930 fortsatte han som lärare vid Johannes Ittens privata konstskola i Berlin. De båda hade känt varandra sedan 1916 och följde även båda den ovanliga, andliga läran Mazdaznan. Därefter innehade Muche en professur i måleri vid den statliga Akademin för konst och konsthantverk i Breslau. Som målare arbetade han ursprungligen i en abstrakt stil, men utförde från 1918 känsliga figurscener.
1937 beslagtog propagandaministeriet i Nazityskland det som fanns av Georg Muche på tyska museer, därför att det definierades som entartete Kunst och sådant fick inte lov att förekomma. Det var 25 verk. Tre av dessa, målningen Gitterbild och etsningarna Tierkopf och Herz und Hand (båda från 1921 och utgivna av Bauhaus), visades på flera Entartete Kunst-utställningar från mars 1933 till 1938. 
Muche var dock samtidigt verksam som lärare i freskomåleri vid en konsthantverksskola i Berlin. Och från 1939 till 1958 höll han i en Meisterklasse für Textilkunst vid högskolan i Krefeld. 1960 flyttade han till Lindau där han var verksam som fri bildkonstnär, och även konstteoretisk författare fram till sin död.
1955 ställde han ut på documenta 1 i Kassel.

## Skrifter
- Blickpunkt : Sturm, Dada, Bauhaus, Gegenwart (München, 1961)